# Північний цвинтар (Стокгольм)
Півні́чний цви́нтар (швед. Norra begravningsplatsen) — найбільший цвинтар Швеції, розташований у північній частині Стокгольма. На території цвинтаря виділені ділянки для покійних юдейського та католицького віросповідань.

## Відомі люди, що поховані на цвинтарі
- Соломон Август Андре (1854—1897) — інженер, аеронавт, дослідник Арктики
- Клас Понтус Арнолдсон (1844—1916) — письменник, лауреат Нобелівської премії миру 1908 року
- Інгрід Бергман (1915—1982) — актриса, тричі лауреат премій «Оскар»
- Фольке Бернадот (1895—1948) — дипломат
- Франц Бервальд (1796—1868) — композитор-романтик
- Август Теодор Бланш (1811—1868) — письменник та державний діяч
- Адольф Віклюнд (1879—1950) — композитор та диригент
- Анна Вітлок (1852—1930) — журналістка, педагогиня-реформаторка, суфражистка, феміністка
- Пер Альбін Ганссон (1885—1946) — політик, прем'єр-міністр Швеції в 1932—1936 та 1936—1946 роках
- Альвар Гульстранд (1862—1930) — офтальмолог, лауреат Нобелівської премії з фізіології та медицини 1911 року
- Неллі Закс (1891—1970) — німецька поетеса, лауреат Нобелівської премії з літератури 1966 року
- Софія Ковалевська (1850—1891) — математик, механік і астроном білорусько-польсько-українського походження, перша у світі жінка — професор й академік, завідувач кафедри математики Стокгольмського університету.
- Аґнес фон Крусеншерна (1894—1940) — шведська письменниця
- Івар Крюгер (1880—1932) — інженер, фінансист, відомий як «Сірниковий король»
- Густаф де Лаваль (1845—1913) — інженер, винайшов сопло Лаваля.
- Ернст Ліндер (1868—1943) — шведський та фінський воєначальник, Олімпійський чемпіон 1924 року з виїздки
- Вільгельм Муберг (1898—1973) — письменник
- Альфред Нобель (1833—1896) — винахідник та засновник Нобелівської премії
- Ульріх Сальхов (1877—1949) — фігурист, Олімпійський чемпіон 1908 року
- Моріц Стіллер (1883—1928) — актор, сценарист та режисер німого кіно
- Август Стріндберг (1849—1912) — письменник, драматург
- Гуґо Теорель (1903—1982) — біохімік, лауреат Нобелівської премії з фізіології та медицини 1955 року
- Віктор Шестрем (1879—1960) — режисер та актор

## Галерея

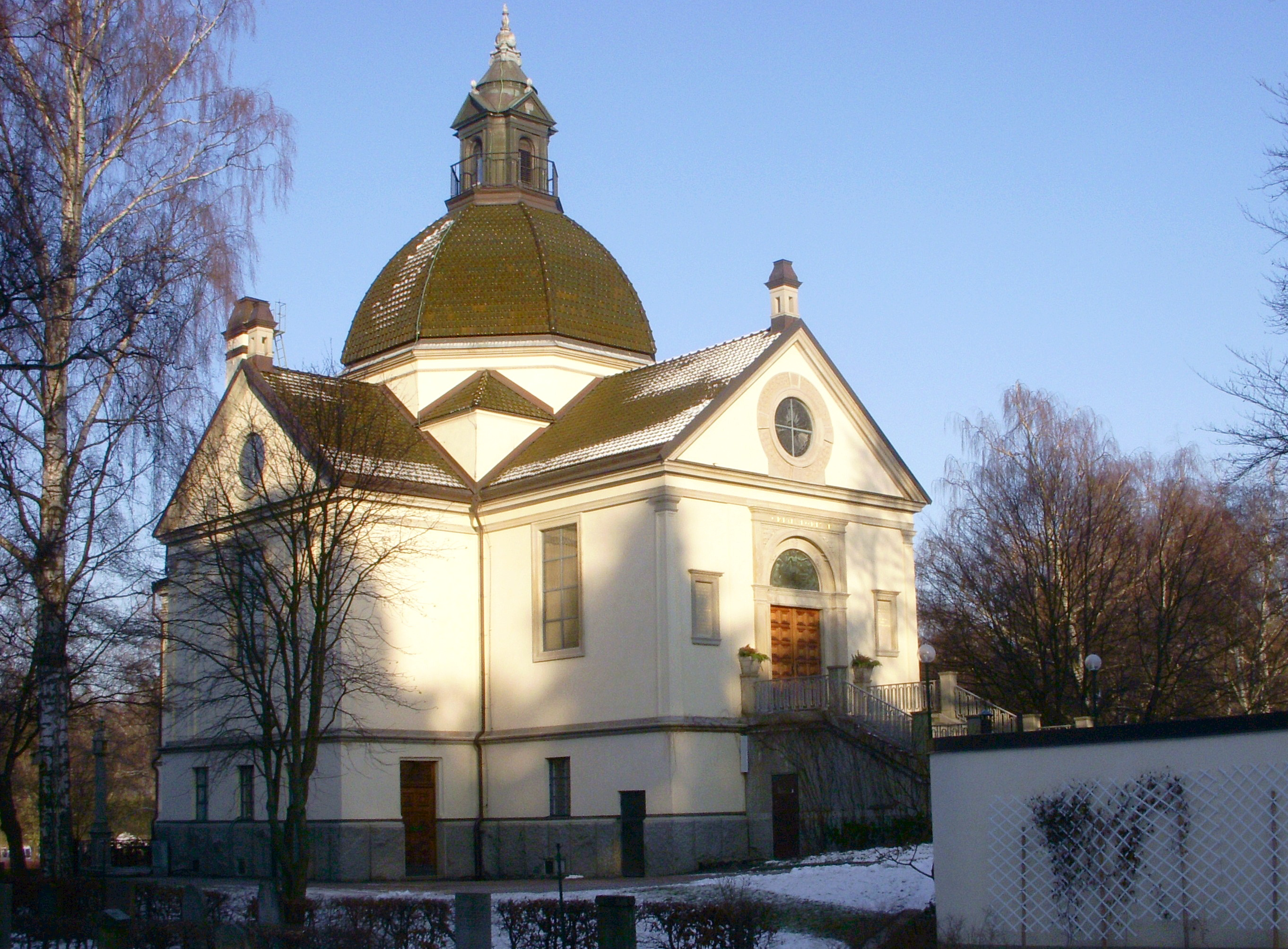
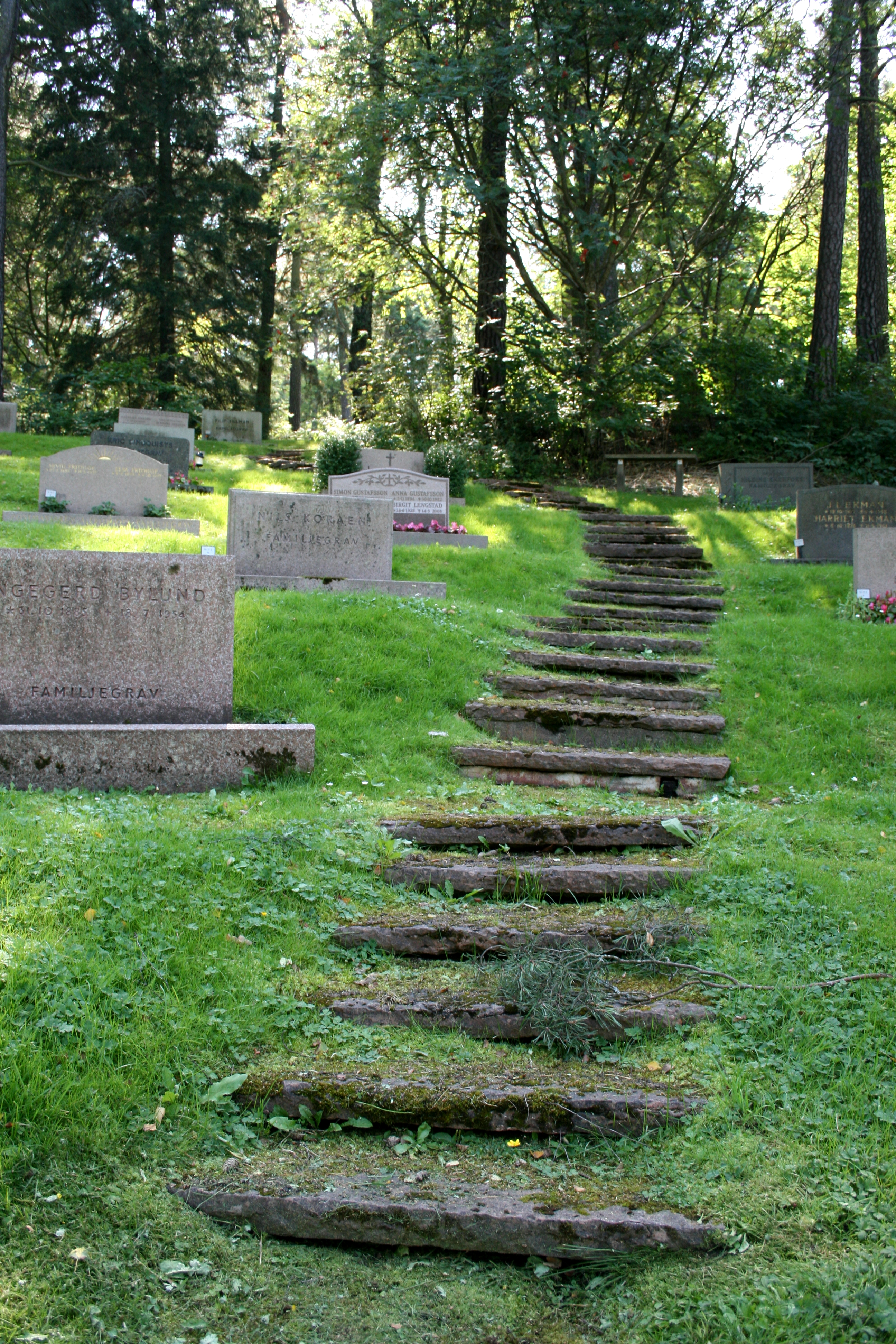
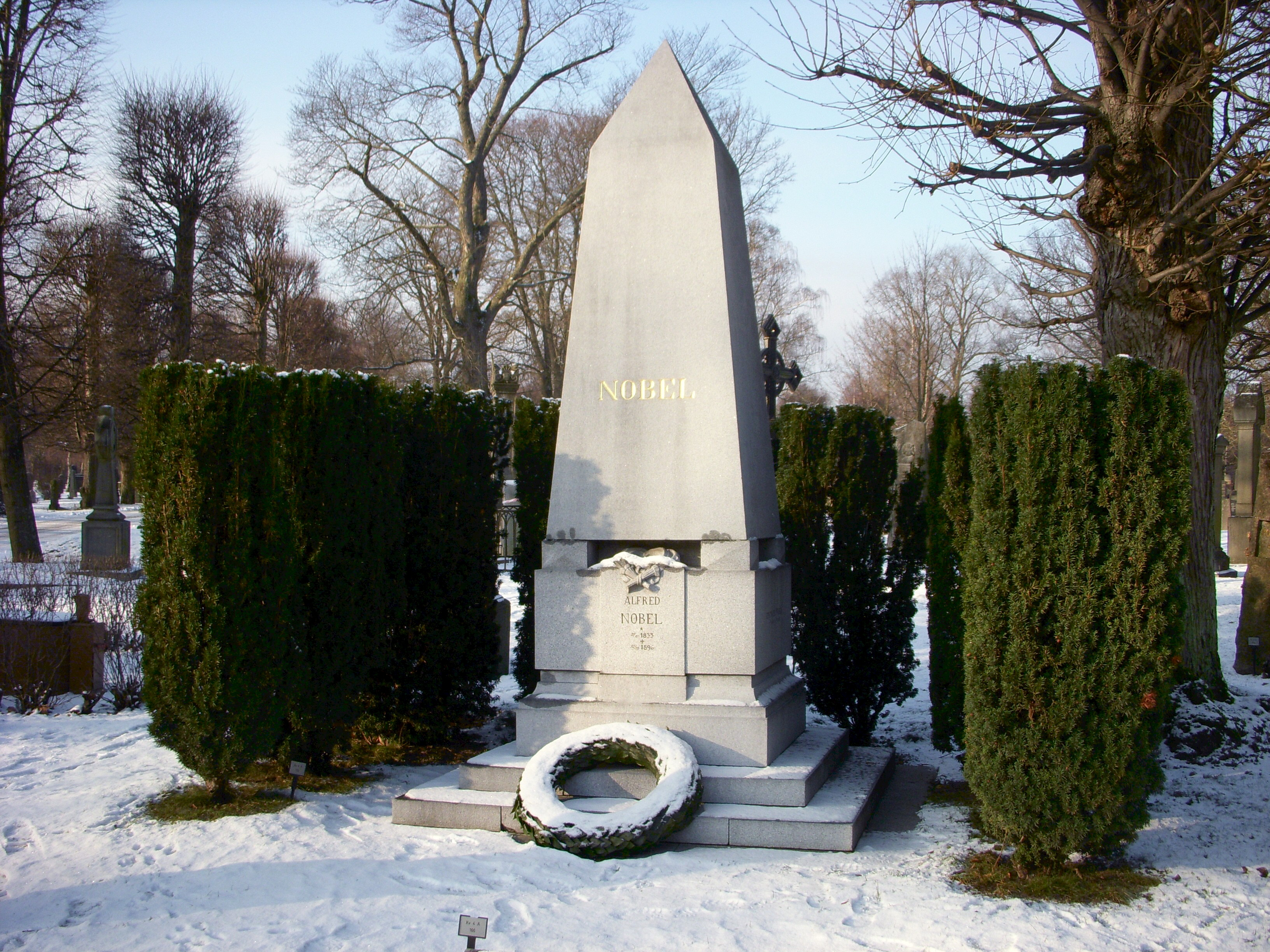
Могила Альфреда Нобеля
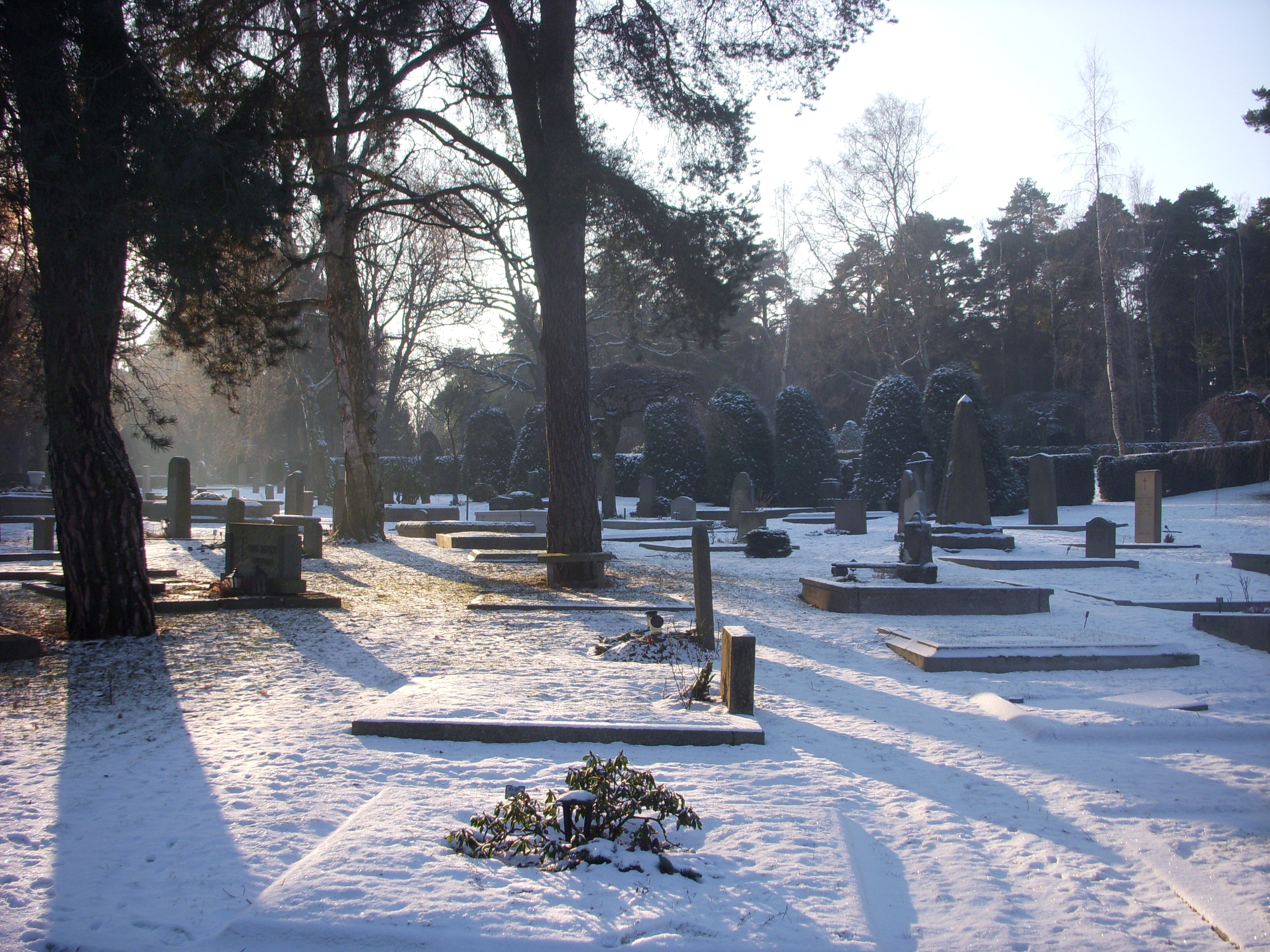
Північний цвинтар